# Trollkarlen, Närke
Trollkarlen är en sjö i Lekebergs kommun i Närke och ingår i Norrströms huvudavrinningsområde.